# Диего Киспе Тито
Диего Киспе Тито (1611—1681) — перуанский художник, один из ведущих в школе Куско.
Диего Киспе Тито происходил из знатной семьи инков, родился в Куско и работал на протяжении всей своей жизни в районе Сан Себастьян. Сохранился и его дом с его гербом на двери. Его первой известной подписанной картиной является Непорочное зачатие от 1627 года, позолоченная в традиции школы Куско. Удлинённые формы в работе выявили знание художником приёмов маньеризма; где Киспе Тито обучился им неизвестно, но предположительно он столкнулся с ними в работах итальянского иезуита Бернардо Битти, активно работавшего в это время в Куско. Кроме того он, известный в юности как Луис де Рианьо мог предположительно научиться некоторым приёмам у де Рианьо, художника из лимы, обучавшегося у Ангелино Медоро, который в свою очередь владел навыками итальянской живописи.
На творчество Киспе Тито повлияли также гравюры из Фландрии; более того, его самая известная работа 1681 года Знаки Зодиака в Соборе Санто-Доминго, представляет собой серию копий фламандских гравюр, в которых каждый знак зодиака связан с притчей из жизни Иисуса Христа. Они были созданы с целью распространения учения об Иисусе Христе и его чудесах в Перу, где до того времени были до сих пор сильны культы солнца, луны и звёзд. Последующая серия работ художника, посвящённая жизни Иоанна Крестителя и датируемая 1663 годом, также была создана по фламандским образцам.
У Киспе Тито были также и свои особенности в живописи, так он широко использовал позолоту в своих работах, его пейзажи занимают достаточно большое место в композициях, наполненных кроме того большим количеством птиц и ангелов. В 1667 году он написал несколько сцен из жизни Христа, которые были отправлены в Потоси. Киспе Тито умер в Куско в 1681 году.